# Nahr-e Abu Azim
Nahr-e Abu Azim (em persa: نهرابوعظيم, também romanizada como Nahr-e Abū ‘Aẕīm; também conhecida como Abū ‘Aẕīm) é uma aldeia do distrito rural de Nasar, no condado de Abadan, na província de Khuzistão, Irã.
Segundo o censo de 2006, sua população era de 308 habitantes, em 48 famílias.